# Vinnie Johnson
Vincent "Vinnie" Johnson (ur. 1 września 1956 w Nowym Jorku) – amerykański koszykarz, rzucający obrońca. Dwukrotny mistrz NBA.
Mierzący 188 cm wzrostu koszykarz studiował na Baylor University, gdzie grał w drużynie uczelnianej Baylor Bears. Do NBA został wybrany z numerem 7. w drafcie w 1979 przez Seattle SuperSonics. Grał w tym zespole ponad dwa lata. W 1981 został oddany do Detroit Pistons. W Detroit występował do 1991 i stał się ważną częścią teamu określanego mianem Bad Boys. Pierścienie mistrzowskie zdobywał w 1989 i 1990. Karierę zakończył w San Antonio Spurs (1992). Jego numer (15) został zastrzeżony przez Pistons.
W sezonie 1986/1987 zajął drugie miejsce w głosowaniu na najlepszego „szóstego” zawodnika ligi.

## Osiągnięcia
Na podstawie, o ile nie zaznaczono inaczej.
NJCAA
- Zaliczony do:
  - I składu NJCAA All-America (1977)
  - składu NJCAA Honorable Mention All-America (1976)
  - Galerii Sław Koszykówki NJCAA (2015)

NCAA
- Zaliczony do II składu All-American (1979 przez Associated Press)

NBA
- Mistrz NBA (1989, 1990)
- Wicemistrz NBA (1988)
- Klub Detroit Pistons zastrzegł należący do niego numer 15